# Bridgwater Bay
Bridgwater Bay – zatoka na Kanale Bristolskim w Anglii, w hrabstwie Somerset, przy ujściu rzeki Parrett. Do zatoki wpadają również sztucznie wykopane kanały melioracyjne. 
Zatoka podlega silnym pływom pozostawiając przez część dnia duże obszary pokryte błotem. Daje to możliwość życia i zimowania licznym ptakom, głównie z gatunku siewkowców. Dlatego obszar Zatoki jest rezerwatem przyrody.

## Miasta nad zatoką
- Minehead
- Watchet
- Burnham-on-Sea
- Weston-super-Mare